# Sonate pour piano et violon K. 303
Pour les articles homonymes, voir Sonate pour violon et piano.
Sonate palatine
La Sonate pour piano et violon no 20 en do majeur K. 303/293c est une sonate pour piano et violon de Mozart, composée à Mannheim en février 1778.
Le manuscrit est dans une collection privée aux États-Unis. La sonate associée à cinq autres sonates a été publiée en 1778 à Paris chez Sieber, avec le numéro d'opus 1. Ce recueil a été dédié à la princesse Marie Élisabeth, Électrice du Palatinat. C'est la raison pour laquelle les sonates qui composent l'opus 1 sont connues sous le nom de « Sonates palatines ».

## Analyse de l'œuvre
Introduction de l'Adagio :
La lecture audio n'est pas prise en charge dans votre navigateur. Vous pouvez télécharger le fichier audio.
Introduction du Molto allegro :
La lecture audio n'est pas prise en charge dans votre navigateur. Vous pouvez télécharger le fichier audio.

Introduction du Tempo di minuetto :
La lecture audio n'est pas prise en charge dans votre navigateur. Vous pouvez télécharger le fichier audio.
La sonate comprend deux mouvements :
1. Adagio ➜ Molto allegro (mesure 19) ➜ Adagio (mesure 89) ➜ Molto allegro (mesure 109), en do majeur, à , 167 mesures - partition
2. Tempo di minuetto, en do majeur, à 
, 2 sections répétées 2 fois (mesures 1 à 42, mesures 43 à 117), 117 mesures - partition

- Durée d'exécution: environ 15 minutes.